# موبي فر
موبي فر (13 ديسمبر 1994 في نيويورك في الولايات المتحدة – )؛ هو لاعب كرة قدم كان يلعب كمدافع.

## وصلات خارجية
- موبي فر على موقع رابطة كرة القدم اليابانية للمحترفين (اليابانية)
- موبي فر على موقع الدوري الأمريكي (الإنجليزية)
- موبي فر على موقع قاعدة بيانات كرة القدم.إي يو (الإنجليزية)
- موبي فر على موقع Soccerway.com (الإنجليزية)
- موبي فر على موقع عالم كرة القدم.نت (الإنجليزية)